# Antonio González de Lama
Antonio González de Lama (Valderas, provincia de León, 17 de enero de 1905 – León, 2 de febrero de 1969) fue un sacerdote español. Director del Diario de León, y uno de los fundadores de la revista de poesía y crítica Espadaña.

## Biografía
Fue profesor en diversos centros como el colegio Leonés y el seminario leonés. En varias ocasiones ejerció como director del Diario de León y fue también bibliotecario de la Fundación Sierra-Pambley; fue también uno de los fundadores de la revista de poesía y crítica Espadaña.
Su vieja casa en la plaza de Puerta Obispo, al lado de la catedral de León, aún sigue en pie y tiene en la ciudad de León un colegio y una calle que llevan su nombre.

### Homenajes y Premio en su honor
El Ayuntamiento de León rindió un homenaje a González de Lama, los días 22 y 23 de marzo de 2019, en el salón de plenos. Entre otros actos, hubo: conferencias, mesas redondas, un concierto a cargo de la Orquesta Juventudes Musicales-Universidad de León y un recital poético.
El ayuntamiento de León convoca en su honor todos los años un Certamen de Poesía que lleva su nombre, y cuya cuantía económica asciende a los seis mil euros.